# Кудымкарский муниципальный округ
Куды́мкарский муниципальный округ — муниципальное образование Пермского края Российской Федерации. Входит в Коми-Пермяцкий округ.
Административный центр — город Кудымкар.
Образован в 2022 году путем объединения двух муниципальных образований — Кудымкарского муниципального округа (в границах Кудымкарского района) и Городского округа — город Кудымкар (города краевого значения Кудымкара).

## История
Законом Пермского края от 20 июня 2019 года Кудымкарский муниципальный район и все входившие в его состав сельские поселения были упразднены и ко 2 июля 2019 года объединены в Кудымкарский муниципальный округ.
В 2020 году на сайте информационного агентства Ура.ру появилась информация о возможности объединения с Кудымкарским муниципальным округом всех остальных муниципалитетов Коми-Пермяцкого округа, которые на тот момент все также являлись муниципальными округами, что предусмотрено и по Уставу Пермского края (ст. 38 ч. 2), но невозможно было по действующей редакции Федерального закона об организации местного самоуправления. Представители краевой администрации опровергли информацию об образовании единого муниципалитета.
В апреле 2021 года ИА Ура.ру сообщило о предстоящем объединении города Кудымкар и Кудымкарского муниципального округа, после чего преобразование территорий Коми-Пермяцкого округа предполагалось приостановить
Законом Пермского края от 27 января 2022 года город Кудымкар, составлявший до этого отдельный городской округ, к 7 февраля 2022 года был включен в Кудымкарский муниципальный округ.

## География
Площадь территории в новых границах составляет 4766,6 км².
Граничит на севере с Юрлинским муниципальным округом, на севере-востоке — с Косинским муниципальным и Березниковским городским округами, на востоке — с Юсьвинским, на юге — с Сивинским и Карагайским муниципальными округами Пермского края, а на западе — с Афанасьевским муниципальным округом Кировской области.

## Население
Численность населения Кудымкарского муниципального округа на 1 января 2024 года составляла 50 562 человек.
|                     | 2022   | 2023   | 2024   |
| ------------------- | ------ | ------ | ------ |
| Всего, из них:      | 50 473 | 50 499 | 50 562 |
| городское население | 28 293 | 28 630 | 28 939 |
| сельское население  | 22 180 | 21 869 | 21 623 |

### Урбанизация
Городское население (город Кудымкар) составляет 57,23 % от всего населения округа.

## Труд и занятость
Уровень регистрируемой безработицы по Кудымкарскому муниципальному округу Пермского края на 01.01.2024 — 0,8 % (196 человек).
Среднесписочная численность работников крупных и средних организаций за 2023 год составила 7374 человека. По состоянию на 1 июля 2024 года среднесписочная численность работающих составила 7228 человек.

## Населённые пункты
В Кудымкарский муниципальный округ входят 276 населённых пунктов, в том числе 1 город — Кудымкар — и 275 сельских населённых пунктов.
| №   | Населённый пункт          | Тип     | Население |
| --- | ------------------------- | ------- | --------- |
| 1   | Алекова                   | деревня | 154       |
| 2   | Александрова              | деревня | 7         |
| 3   | Алексеевка                | деревня | 25        |
| 4   | Амонова                   | деревня | 51        |
| 5   | Ананьева                  | деревня | 87        |
| 6   | Андриянова                | деревня | 19        |
| 7   | Аникина                   | деревня | 18        |
| 8   | Антонова                  | деревня | 19        |
| 9   | Антропова                 | деревня | 15        |
| 10  | Аразаева                  | деревня | 2         |
| 11  | Арефьева                  | деревня | 26        |
| 12  | Артамонова                | деревня | 181       |
| 13  | Архипова                  | деревня | 54        |
| 14  | Багрова                   | деревня | 18        |
| 15  | Балкачи                   | деревня | 38        |
| 16  | Баранова                  | деревня | 95        |
| 17  | Баранова                  | деревня | 31        |
| 18  | Батина                    | деревня | 102       |
| 19  | Белоево                   | село    | ↗1545     |
| 20  | Берёзовка                 | посёлок | 523       |
| 21  | Болка                     | деревня | 22        |
| 22  | Большая Серва             | деревня | 289       |
| 23  | Большая Сидорова          | деревня | 109       |
| 24  | Борисова                  | деревня | 51        |
| 25  | Бормотова                 | деревня | 79        |
| 26  | Боярская                  | деревня | 9         |
| 27  | Бражкина                  | деревня | 60        |
| 28  | Брюшинина                 | деревня | 1         |
| 29  | Бурлова                   | деревня | 10        |
| 30  | Буслаева                  | деревня | 9         |
| 31  | Быстрый                   | посёлок | 187       |
| 32  | Ваганова                  | деревня | 262       |
| 33  | Важ-Пальник               | деревня | 8         |
| 34  | Важ-Пашня                 | деревня | 82        |
| 35  | Важ-Чигас                 | деревня | 29        |
| 36  | Валькова                  | деревня | 20        |
| 37  | Васева                    | деревня | 88        |
| 38  | Васильевка                | деревня | 1         |
| 39  | Васькина Гарь             | деревня | 6         |
| 40  | Вась-Пальник              | деревня | 2         |
| 41  | Васюкова                  | деревня | 4         |
| 42  | Васюкова                  | деревня | 95        |
| 43  | Вежайка                   | деревня | 28        |
| 44  | Велва-База                | посёлок | 520       |
| 45  | Верх-Буждом               | посёлок | 265       |
| 46  | Верх-Иньва                | село    | ↘1136     |
| 47  | Верх-Юсьва                | село    | 733       |
| 48  | Весёлый Мыс               | посёлок | 247       |
| 49  | Визяй                     | деревня | 72        |
| 50  | Виль-Жукова               | деревня | 27        |
| 51  | Виль-Конанова             | деревня | 14        |
| 52  | Виль-Чигас                | деревня | 10        |
| 53  | Виль-Чукылева             | деревня | 11        |
| 54  | Виль-Шулай                | деревня | ↘69       |
| 55  | Внукова                   | деревня | 69        |
| 56  | Вырова                    | деревня | 163       |
| 57  | Габова                    | деревня | 22        |
| 58  | Гаврилова                 | деревня | 35        |
| 59  | Гаврукова                 | деревня | 114       |
| 60  | Гайшор                    | деревня | 37        |
| 61  | Галина                    | деревня | 19        |
| 62  | Галюкова                  | деревня | 23        |
| 63  | Ганина                    | деревня | 21        |
| 64  | Голубкова                 | деревня | 2         |
| 65  | Гордина                   | деревня | 2         |
| 66  | Гришунева                 | деревня | 72        |
| 67  | Гурина                    | деревня | 34        |
| 68  | Гурина                    | деревня | 314       |
| 69  | Гырова                    | деревня | 20        |
| 70  | Даньшина                  | деревня | 11        |
| 71  | Девина                    | деревня | 37        |
| 72  | Демина                    | деревня | 107       |
| 73  | Демино                    | деревня | 324       |
| 74  | Дерсканова                | деревня | 28        |
| 75  | Додонова                  | деревня | 12        |
| 76  | Евдокимова                | деревня | 23        |
| 77  | Евсина                    | деревня | 17        |
| 78  | Ёгва                      | село    | ↘760      |
| 79  | Егичи                     | деревня | 27        |
| 80  | Егорова                   | деревня | 216       |
| 81  | Епанова                   | деревня | 42        |
| 82  | Ермакова                  | деревня | 60        |
| 83  | Ершова                    | деревня | 7         |
| 84  | Живые                     | деревня | 45        |
| 85  | Заполье                   | деревня | 4         |
| 86  | Заполье                   | деревня | 47        |
| 87  | Заречный Пешнигорт        | деревня | 68        |
| 88  | Захарова                  | деревня | 47        |
| 89  | Зюльганова                | деревня | 125       |
| 90  | Иванкова                  | деревня | 36        |
| 91  | Ивашкова                  | деревня | 18        |
| 92  | Ивукова                   | деревня | 206       |
| 93  | Ильичи                    | деревня | 21        |
| 94  | Исакова                   | деревня | 9         |
| 95  | Казарина                  | деревня | 55        |
| 96  | Калинина                  | деревня | 12        |
| 97  | Калинина                  | деревня | 40        |
| 98  | Камашор                   | деревня | 45        |
| 99  | Канамова                  | деревня | 3         |
| 100 | Карбас                    | деревня | 153       |
| 101 | Карп-Васькина             | деревня | 8         |
| 102 | Карпина                   | деревня | 39        |
| 103 | Кекур                     | деревня | 1         |
| 104 | Кекур                     | деревня | 355       |
| 105 | Кипрушева                 | деревня | 8         |
| 106 | Киршина                   | деревня | 95        |
| 107 | Ключи                     | деревня | 33        |
| 108 | Ключ-Мыс                  | деревня | 2         |
| 109 | Ковыляева                 | деревня | 65        |
| 110 | Кожина                    | деревня | 24        |
| 111 | Козлова                   | деревня | 11        |
| 112 | Козлова                   | деревня | 113       |
| 113 | Кокорина                  | деревня | 21        |
| 114 | Конанова                  | деревня | 210       |
| 115 | Конина                    | деревня | 9         |
| 116 | Коньшина                  | деревня | 13        |
| 117 | Королева                  | деревня | 1         |
| 118 | Корчевня                  | деревня | 332       |
| 119 | Косогор                   | деревня | 15        |
| 120 | Косогор                   | деревня | 2         |
| 121 | Косьва                    | деревня | 17        |
| 122 | Коштанова                 | деревня | 42        |
| 123 | Кува                      | село    | ↘1036     |
| 124 | Кудымкар                  | город   | ↗28 630   |
| 125 | Кузнецова                 | деревня |           |
| 126 | Кузолова                  | деревня | 1         |
| 127 | Кузьва                    | деревня | 268       |
| 128 | Кузьмина                  | деревня | 61        |
| 129 | Кукшинова                 | деревня | 65        |
| 130 | Курдюкова                 | деревня | 9         |
| 131 | Левина                    | деревня | 25        |
| 132 | Левина                    | деревня | 107       |
| 133 | Лелева                    | деревня | 62        |
| 134 | Ленинск                   | село    | 592       |
| 135 | Логинова                  | деревня | 13        |
| 136 | Лопатина                  | деревня | 125       |
| 137 | Лопвадор                  | деревня | 11        |
| 138 | Лячканова                 | деревня | 17        |
| 139 | Мазунина                  | деревня | 13        |
| 140 | Максимова                 | деревня | 8         |
| 141 | Малахова                  | деревня | 18        |
| 142 | Малахова                  | деревня | 15        |
| 143 | Малая Серва               | деревня | 354       |
| 144 | Малая Сидорова            | деревня | 43        |
| 145 | Мальцева                  | деревня | 211       |
| 146 | Мартина                   | деревня | 62        |
| 147 | Мартюшева                 | деревня | 9         |
| 148 | Мелехина                  | деревня | 159       |
| 149 | Мечкор                    | деревня | 133       |
| 150 | Мижуева                   | деревня | 256       |
| 151 | Минядын                   | деревня | 23        |
| 152 | Миронова                  | деревня | 43        |
| 153 | Митева                    | деревня | 4         |
| 154 | Митрокова                 | деревня | 0         |
| 155 | Миш-Пиян                  | деревня | 84        |
| 156 | Молова                    | деревня | 82        |
| 157 | Москвина                  | деревня | 215       |
| 158 | Мошева                    | деревня | 160       |
| 159 | Мурмарова                 | деревня | 63        |
| 160 | Мучаки                    | деревня | 15        |
| 161 | Нельсина                  | деревня | 39        |
| 162 | Непина                    | деревня | 124       |
| 163 | Нестерова                 | деревня | 42        |
| 164 | Николичи                  | деревня | 13        |
| 165 | Новая Шляпина             | деревня | 46        |
| 166 | Новожилова                | деревня | 6         |
| 167 | Новоселова                | деревня | 82        |
| 168 | Новоселовский Лесоучасток | посёлок | 42        |
| 169 | Осипова                   | деревня | 1         |
| 170 | Осипова                   | деревня | 43        |
| 171 | Остапова                  | деревня | 41        |
| 172 | Отево                     | село    | 112       |
| 173 | Ошиб                      | село    | 536       |
| 174 | Ошова                     | деревня | 29        |
| 175 | Палева                    | деревня | 14        |
| 176 | Палева                    | деревня | 73        |
| 177 | Панья                     | деревня | 11        |
| 178 | Паньяшор                  | деревня | 18        |
| 179 | Парфенова                 | деревня | 51        |
| 180 | Парфенова                 | деревня | 3         |
| 181 | Паршакова                 | деревня | 26        |
| 182 | Патрукова                 | деревня | 106       |
| 183 | Перкова                   | деревня | 121       |
| 184 | Першина                   | деревня | 38        |
| 185 | Петухова                  | деревня | 96        |
| 186 | Пешнигорт                 | село    | 856       |
| 187 | Пидаева                   | деревня | 59        |
| 188 | Питер                     | деревня | 27        |
| 189 | Пихтовка                  | деревня | 71        |
| 190 | Плешкова                  | деревня | 44        |
| 191 | Плотникова                | деревня | 140       |
| 192 | Подволочная               | деревня | 1         |
| 193 | Подгора                   | деревня | 53        |
| 194 | Позагорт                  | деревня | ↘0        |
| 195 | Полва                     | село    | 330       |
| 196 | Поносова                  | деревня | 112       |
| 197 | Порськокова               | деревня | 126       |
| 198 | Почкина                   | деревня | 90        |
| 199 | Пронева                   | деревня | 35        |
| 200 | Пронина                   | деревня | 12        |
| 201 | Пронина                   | деревня | 15        |
| 202 | Пронина                   | деревня | 37        |
| 203 | Пруддор                   | деревня | 65        |
| 204 | Путоева                   | деревня | 11        |
| 205 | Пятина                    | деревня | 69        |
| 206 | Разина                    | деревня | 116       |
| 207 | Ракшина                   | деревня | 124       |
| 208 | Ректанова                 | деревня | 1         |
| 209 | Родева                    | деревня | 20        |
| 210 | Родина                    | деревня | 48        |
| 211 | Родина                    | деревня | 3         |
| 212 | Романова                  | деревня | 52        |
| 213 | Рочева                    | деревня | 101       |
| 214 | Савина                    | деревня | 70        |
| 215 | Савина                    | деревня | 22        |
| 216 | Садовая                   | деревня | 49        |
| 217 | Самково                   | село    | 378       |
| 218 | Саранина                  | деревня | 39        |
| 219 | Селева                    | деревня | 12        |
| 220 | Селькова                  | деревня | 0         |
| 221 | Сенина                    | деревня | 44        |
| 222 | Сенина                    | деревня | 85        |
| 223 | Сенькашор                 | деревня | 5         |
| 224 | Сенюкова                  | деревня | 17        |
| 225 | Сергеева                  | деревня | 12        |
| 226 | Сергина                   | деревня | 14        |
| 227 | Сидорова                  | деревня | 13        |
| 228 | Сидорова                  | деревня | 21        |
| 229 | Сидоршор                  | деревня | 182       |
| 230 | Сизева                    | деревня | 9         |
| 231 | Силина                    | деревня | 3         |
| 232 | Силина                    | деревня | 2         |
| 233 | Слудина                   | деревня | 119       |
| 234 | Сордва                    | деревня | 22        |
| 235 | Софонкова                 | деревня | 61        |
| 236 | Софронова                 | деревня | 0         |
| 237 | Спасова                   | деревня | 7         |
| 238 | Старая Кузьва             | деревня | 16        |
| 239 | Старая Шляпина            | деревня | 82        |
| 240 | Степанова                 | деревня | 542       |
| 241 | Сылвож                    | деревня | 89        |
| 242 | Сыстерова                 | деревня | 16        |
| 243 | Сюзь-Позья                | деревня | 161       |
| 244 | Тарасова                  | деревня | 22        |
| 245 | Тарова                    | деревня | 497       |
| 246 | Тебенькова                | деревня | 143       |
| 247 | Тихий                     | посёлок | 335       |
| 248 | Тихонята                  | деревня | 15        |
| 249 | Трапезники                | деревня | 34        |
| 250 | Третьева                  | деревня | 10        |
| 251 | Трошева                   | деревня | 37        |
| 252 | Трошева                   | деревня | 107       |
| 253 | Учхоз                     | деревня | 68        |
| 254 | Учэт-Зон                  | деревня | 23        |
| 255 | Фадеева                   | деревня | 21        |
| 256 | Федотова                  | деревня | 8         |
| 257 | Филаева                   | деревня | 12        |
| 258 | Харина                    | деревня | 126       |
| 259 | Харинова                  | деревня | 24        |
| 260 | Цыбьян                    | деревня | 8         |
| 261 | Чаверина                  | деревня | 9         |
| 262 | Чакилева                  | деревня | 43        |
| 263 | Чащилова                  | деревня | 113       |
| 264 | Черемнова                 | деревня | 35        |
| 265 | Чукылева                  | деревня | 25        |
| 266 | Шабурова                  | деревня | 7         |
| 267 | Шадрина                   | деревня | 187       |
| 268 | Шайдырова                 | деревня | 22        |
| 269 | Шарволь                   | посёлок | 19        |
| 270 | Шипицына                  | деревня | 44        |
| 271 | Шорйыв                    | деревня | 54        |
| 272 | Эрна                      | посёлок | 192       |
| 273 | Юньга                     | деревня | 95        |
| 274 | Ягодина                   | деревня | 43        |
| 275 | Якина                     | деревня | 13        |
| 276 | Ярашева                   | деревня | 45        |

### Упразднённые населённые пункты
- деревни Еремушкина[14], Ложовка, Синтомова, Шелкова, Юсьвадор и Якшина (на территории бывшего Верх-Иньвенского сельского поселения),
- деревня Мисулева (на территории бывшего Ёгвинского сельского поселения),
- деревня Горбунова, посёлок Каменка (на территории бывшего Ошибского сельского поселения),
- деревни Викторова и Новосёлова (на территории бывшего Степановского сельского поселения); в 2016 году деревня Новосёлова была восстановлена под новым наименованием Кузнецова[15].

## Символика
Флаг Кудымкарского муниципального округа представляет собой прямоугольное полотнище с соотношением ширины к длине 2:3, разделённое по вертикали на три неравные части: зелёную у древка в 1/5 ширины полотнища, белую в середине в 3/5 ширины полотнища и зелёную у свободного края в 1/5 ширины полотнища, и несущее в центре белой полосы изображение фигур из герба района: охотника коми-пермяка и перны; изображения выполнены в жёлтом, красном, чёрном, сером и белом цветах.
Герб утверждён решением Земского Собрания Кудымкарского муниципального района от 4 октября 2010 года № 63 «Об утверждении положений о гербе и флаге Кудымкарского муниципального района Пермского края» и внесён в Государственный геральдический регистр Российской Федерации с присвоением регистрационного № 7017:
В серебряном поле с узкими зелеными краями сопровождаемый во главе червленой перной стоящий прямо обернувшийся вправо опирающийся правой рукой на поставленное в столб черное копье с серебряным наконечником охотник коми-пермяк с буйными золотыми волосами и бородой, в червленой рубахе, черных штанах в полоску, черных котах с червлеными завязками и серебряными онучами и черной верхней одежде без рукавов, перепоясанной серебряным поясом с орнаментом и заткнутым за него серебряным же ножом.
Основная фигура флага и герба — охотник коми-пермяк — указывает на историческое прошлое территории, заселённой народом коми-пермяков, одним из основных занятий которых была охота. Охотник коми-пермяк изображён стоящим прямо и обернувшимся вправо, опирающимся правой рукой на поставленное в столб чёрное копьё с серебряным наконечником, с буйными золотыми волосами и бородой, в червлёной рубахе, чёрных штанах в полоску, чёрных котах с червлёными завязками и серебряными онучами и чёрной верхней одежде без рукавов, перепоясанной серебряным поясом с орнаментом и заткнутым за него серебряным же ножом.
Перна — солярный символ, часть национального узора коми-пермяков.
Белый цвет (серебро) — символ совершенства, благородства, чистоты, веры, мира.
Жёлтый цвет (золото) — символ высшей ценности, богатства, величия, прочности, силы и великодушия.
Красный цвет символизирует труд, достаток, красоту и праздник.
Чёрный цвет символизирует плодородие, в то же время чёрный цвет — символ мудрости, стабильности, постоянства.
Зелёный цвет показывает богатую природу территории, кроме того, зелёный цвет — символ возрождения, жизни, радости и процветания.